# Akpadanou
Akpadanou ist ein Arrondissement im Departement Ouémé im westafrikanischen Staat Benin. Es ist eine Verwaltungseinheit, die der Gerichtsbarkeit der Kommune Adjohoun untersteht.

## Demografie und Verwaltung
Gemäß der Volkszählung 2013 des beninischen Statistikamtes INSAE hatte das Arrondissement 8571 Einwohner, davon waren 4055 männlich und 4516 weiblich.
Von den 64 Dörfern und Quartieren der Kommune Adjohoun entfallen zehn auf Akpadanou:
1. Agbossa-Adjakahoué
2. Allandohou
3. Sèkondji
4. Dékanmè
5. Fonly
6. Houédo-Agué
7. Houédo-Wo
8. Houinsa
9. Kpatinsa
10. Sokpètinkon